# ليني وليامز (لاعب كرة قدم أمريكية)
ليني وليامز (بالإنجليزية: Lenny Williams)‏ هو لاعب كرة قدم أمريكية ولاعب كرة قدم كندية أمريكي، ولد في 16 ديسمبر 1981 في ليك تشارلز في الولايات المتحدة.

## وصلات خارجية
- ليني وليامز على موقع JustSportsStats.com (الإنجليزية)